# Fredrik Kessiakoff
Fredrik Kessiakoff (Nacka, Comtat d'Estocolm, 17 de maig de 1980) és un ciclista suec, professional des del 2000 fins al 2014.
Combina el ciclisme de muntanya, en què ha guanyat nombrosos campionats nacionals i una medalla de bronze al campionat del món de 2006, amb la ruta, en què destaca la seva victòria a la Volta a Àustria de 2011 i una etapa de la Volta a Espanya del 2012.

## Palmarès en ciclisme de muntanya
- 2001
  -  Campió de Suècia de contrarellotge camp a través
- 2002
  -  Campió de Suècia de contrarellotge camp a través
  -  Campió de Suècia de camp a través sub23
- 2003
  -  Campió de Suècia de camp a través
  -  Campió de Suècia de relleus, amb Calle Friberg i Max Öste-McDonald
- 2006
  -  Campió de Suècia de camp a través
  -  Campió de Suècia de relleus, amb Calle Friberg i Mikael Häggqvist
  -  Medalla de bronze al Campionat del món de camp a través
- 2007
  -  Campió de Suècia de camp a través
  -  Campió de Suècia de contrarellotge camp a través
- 2008
  -  Campió de Suècia de camp a través
  -  Campió de Suècia de contrarellotge camp a través
  -  Medalla de bronze al Campionat d'Europa de camp a través

## Palmarès en ruta
- 2011
  - 1r a la Volta a Àustria i vencedor d'una etapa
- 2012
  - Vencedor d'una etapa de la Volta a Espanya
  - Vencedor d'una etapa de la Volta a Suïssa

### Resultats a la Volta a Espanya
- 2009. 72è de la classificació general
- 2011. 34è de la classificació general
- 2012. 61è de la classificació general. Vencedor d'una etapa

### Resultats al Giro d'Itàlia
- 2009. 72è de la classificació general
- 2013. 90è de la classificació general

### Resultats al Tour de França
- 2012. 40è de la classificació general
- 2013. Abandona (6a etapa) per una lesió al canell[1]